# Highcliff
Highcliff est un gratte-ciel situé sur l'île de Hong Kong, dans un quartier résidentiel appelé Happy Valley.
Highcliff mesure 252,4 m et comprend 73 étages.
Comme The Summit, une autre tour située à proximité, elle se distingue par son aspect élancé.
L'immeuble a été conçu par l'agence d'architecture de Hong Kong, DLN Architects.

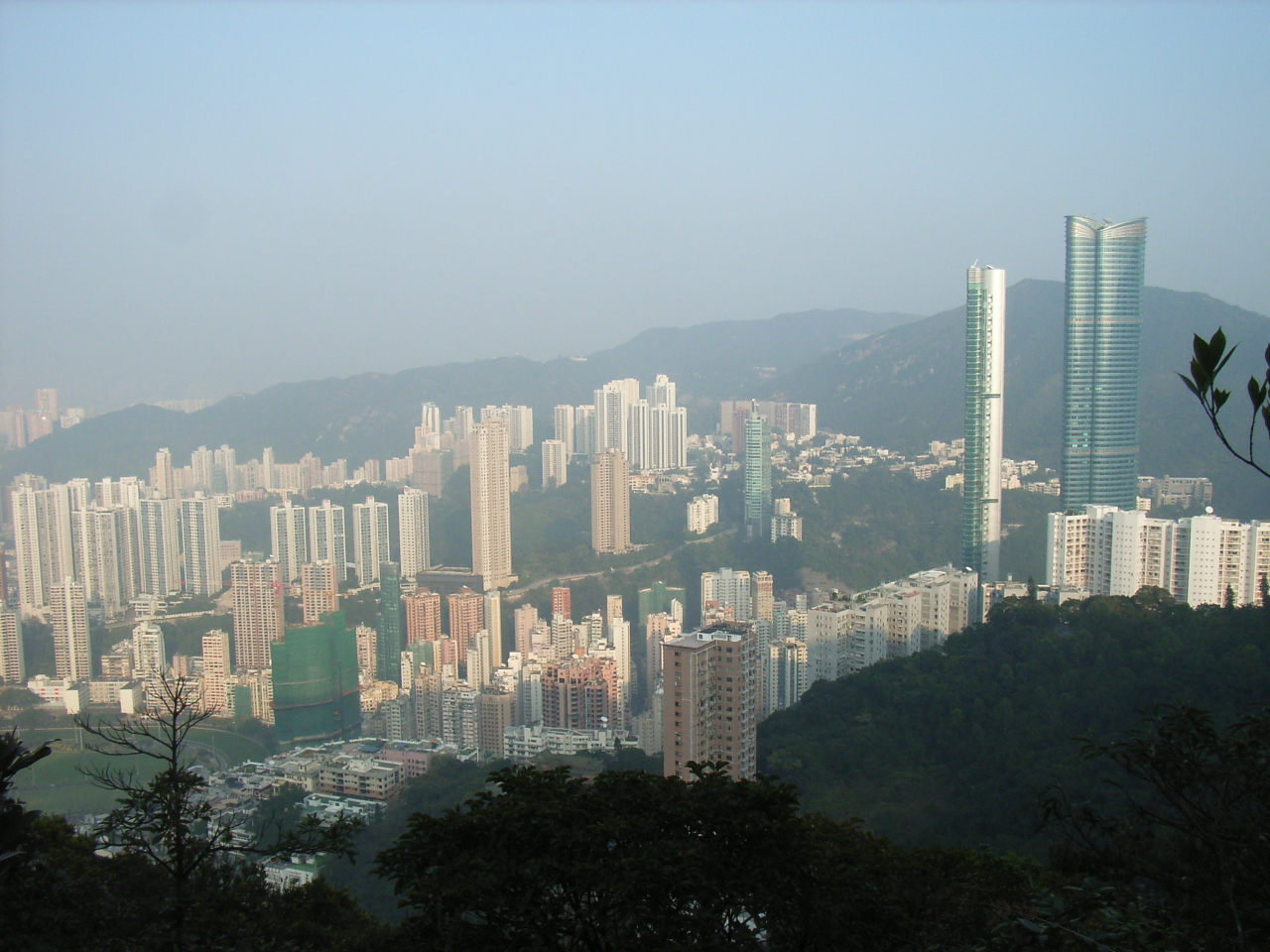
The Summit et Highcliff, sur la droite de la photo se distinguent par leur aspect élancé.